# Кирејевск
Кирејевск (рус. Киреевск) град је у Русији у Тулској области. Према попису становништва из 2010. у граду је живело 25557 становника.

## Становништво
| 1939. | 1959.  | 1970.  | 1979.  | 1989.  | 2002.  | 2010.  |
| ----- | ------ | ------ | ------ | ------ | ------ | ------ |
| 7.205 | 17.860 | 21.251 | 27.149 | 30.503 | 26.284 | 25.557 |